# Huarg

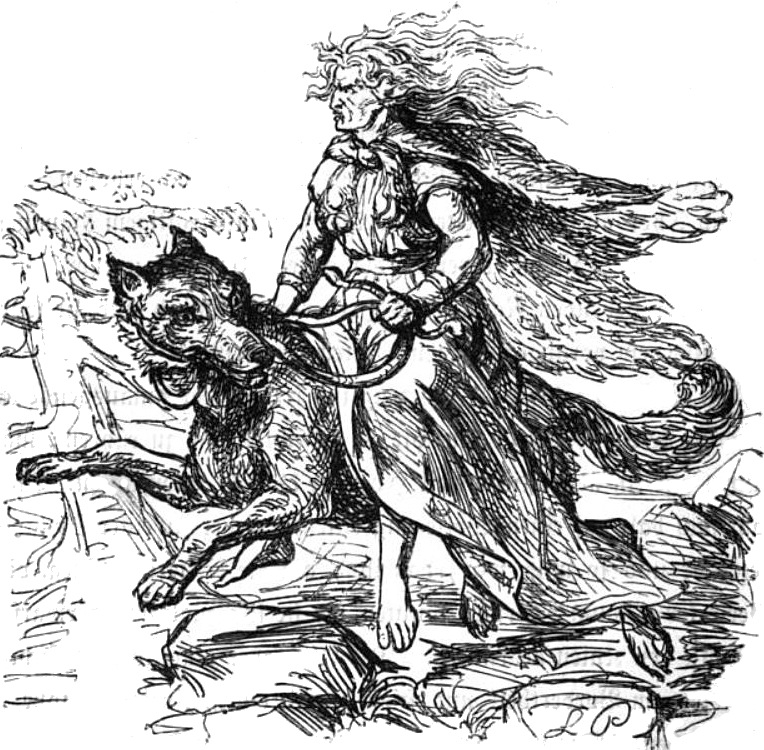
El gegant Hyrrokkin cavalcant sobre un huarg

Huarg  o llop fer és una criatura fantàstica semblant a un llop, però més gran, més ferotge i més intel·ligent. En antic nòrdic warg (vargr) és un eufemisme per a denominar al llop (ulfr), i, tanmateix, és la paraula moderna sueca per al llop. També en antic anglès warg significaria quelcom semblant a "el llop gran". A més a més anomenen warg al llop en gilaki, una llengua iraniana que és parlada a Gilan, al nord de l'Iran.

## Huargs a la Terra Mitjana de Tolkien
Pres de l'anglès antic warg, els huargs o llops demoníacs són una raça de criatures fictícies dels llibres de Tolkien sobre la Terra Mitjana. En general són aliats dels orcs o trasgs, a qui els permeten muntar sobre les seves esquenes en la batalla. Els huargs són eficaços contra la cavalleria, perquè els cavalls els temen i els genets d'huargs queden bastant baixos com per a acoltellar els seus ventres, derrocant als genets que són atacats per l'huarg. L'huarg entén una llengua rudimentària pròpia. És probable que descendeixin dels homes llop de Draugluin de la Primera Edat.
En “El hòbbit”, els huargs apareixen dues vegades, una vegada a la persecució de Bilbo Saquet, Gàndalf, i els nans a l'est de les Muntanyes Ennuvolades, i una altra vegada a la batalla dels Cinc Exèrcits. En “El Senyor dels Anells”, són esmentats a “Les Dues Torres”, on una banda de huargs i els seus genets orcs ataquen la columna de refugiats d'Edoras a Hollin, a més d'aparèixer en la batalla de Vilacorn, en l'Abisme de Helm. Durant la Guerra de l'Anell, al 3018-19, els huargs vagaren fos de les parets de Bree.
En la trilogia cinematogràfica d'El Senyor dels Anells, de Peter Jackson, els huargs semblen ser un híbrid de hiena/gos/llop més que sol grans llops, en un esforç per a distingir-los dels llops comuns presentant a l'huarg com algun tipus de primer distant. Ha de destacar-se, no obstant això, que encara que Tolkien mai donés una descripció totalment completa de l'huarg (ell simplement va escriure que eren llops demoníacs) realment semblen tenir un aspecte de llop en els passatges on són esmentats, tant en “El Hòbbit” com en “El Senyor dels Anells”.
Saruman va mantenir huargs en guarides sota Isengard, i durant la Guerra de l'Anell, va enviar orcs muntats sobre huargs a la batalla. Els genets huargs de Saruman eren feroços i mortals, amb aspectes aterridores, ja que es confeccionaven les seves armadures amb restes òssies, pells i cuir de cavalls i homes i metxes de pèl d'huarg. Generalment lluïen tremendes cicatrius, producte del seu estret contacte amb aquests feroços animals.